# Bathippus papuanus
Bathippus papuanus är en spindelart som först beskrevs av Tord Tamerlan Teodor Thorell 1881.  Bathippus papuanus ingår i släktet Bathippus och familjen hoppspindlar. Inga underarter finns listade.